# KPV

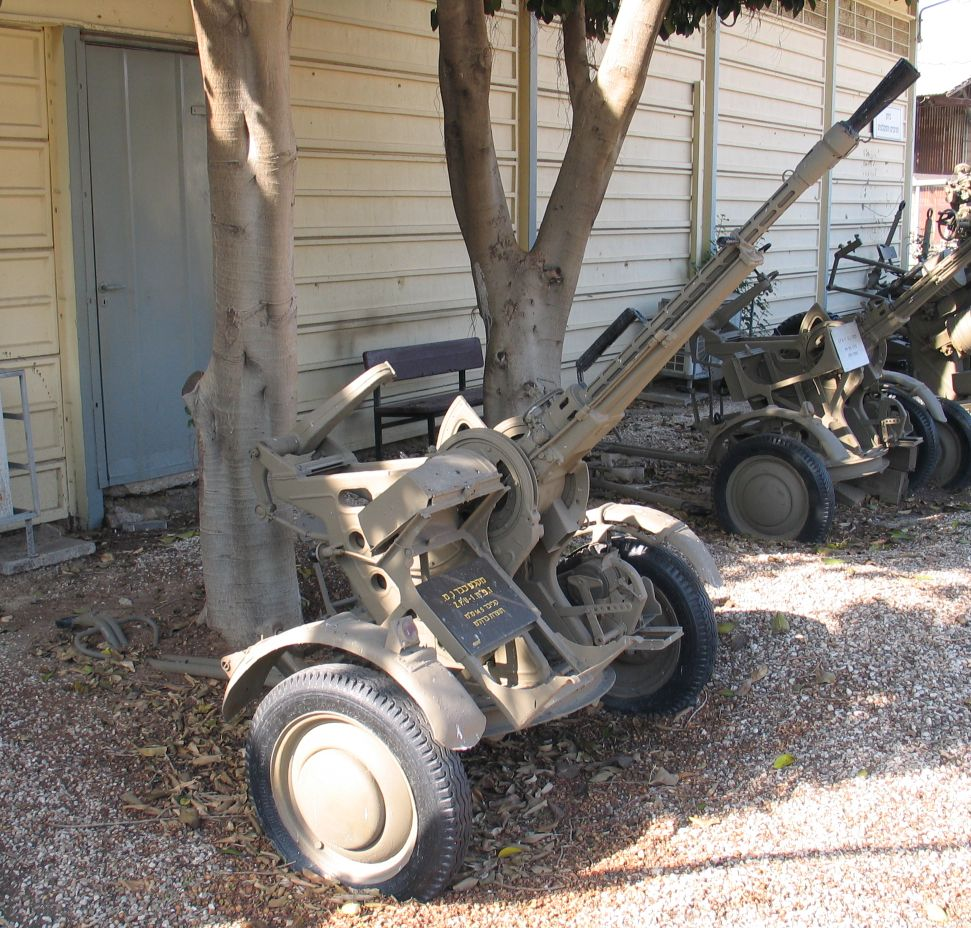
ZPU-1 au Batey ha-Osef Museum, Israël.

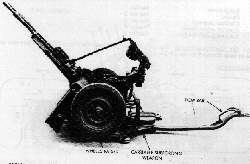
Un ZU-2

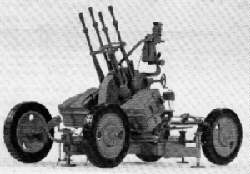
Un ZPU-4

KPV est une mitrailleuse lourde soviétique, essentiellement utilisée sur véhicule comme arme antichar ou antiaérienne. Mise en service en 1949 elle est encore utilisée aujourd’hui par de nombreux pays.

## Historique
La production de la mitrailleuse KPV commença en 1949, lorsque les troupes eurent le besoin d'une mitrailleuse lourde chambrée en 14,5 × 114 mm capable de défaire des véhicules équipés d'un blindage léger que le calibre 12,7 × 108 mm ne pouvait pas percer. La munition de 14,5 mm a été développée à la fin des années 30 pour être utilisée sur les fusils antichars PTRS-41 et PTRD-41. À la suite des bons retours d’expérience de ces deux armes qui étaient capables de percer le blindage des chars jusqu'au Panzer IV (sur les côtés) il a été décidé de développer une arme automatique pour cette munition. Même si l'idée d'une mitrailleuse antichar remonte à la première guerre mondiale c'est au milieu de la seconde que cette idée a véritablement pris forme. Les Soviétiques se sont rendu compte pendant la guerre que leur mitrailleuse lourde DShk de calibre 12,7 mm n'était pas assez puissante et avait besoin d'être complétée par une munition plus puissante et avec plus de portée. En décembre 1942 la Direction principale de l'artillerie Soviétique définit le cahier des charges pour le développement d'un fusil-mitrailleur utilisant les munitions de calibre 14,5 mm. Plusieurs tentatives visant à créer cette arme n'ont pas abouti. La haute pression créée par la cartouche de 14,5 mm rendait difficile l'extraction de la cartouche usagée et la durée de vie du canon n'était pas assez élevée avec des balles perforantes. En mai 1943, Semyon V. Vladimirov (1895-1956), employé du département du concepteur en chef de l'usine, commença à développer sa propre version de la mitrailleuse, en prenant comme base un canon V-20 d'avions de calibre 20 mm. En février 1944 la mitrailleuse commence ses tests avec un trépied-roue universel Kolesnikov. En avril 1944, le GAU et le Commissariat du Peuple aux Armes ordonnèrent à l'usine n°2 de fabriquer 50 mitrailleuses et un canon antiaérien pour des essais militaires. La mitrailleuse a reçu la désignation KPV-44. Les mitrailleuses et les installations antiaériennes ont été testées immédiatement après la fin de la Seconde Guerre mondiale, en mai 1945. En mai 1948, les tests au sol du KPV-44 ont été effectués avec succès sur des machines d'infanterie de plusieurs systèmes. Cependant la version pour l'infanterie sur une machine à roues n'a pas été largement utilisée, malgré les qualités de combat élevées la masse très importante qui limitaient considérablement la capacité d'utilisation. Les installations de mitrailleuses antiaériennes (ZPU) et la variante destinée à être installée sur des véhicules blindés (KPVT) ont acquis beaucoup plus de reconnaissance. Les systèmes de mitrailleuses antiaériennes de calibre 14,5 mm ont été conçus pour combattre les avions ennemis à des altitudes allant jusqu'à 1 500 m. En 1949, parallèlement à l'infanterie, des installations antiaériennes sont adoptées : une unité à canon unique, ZPU-1, une version bitube ZPU-2, une version quadruple canons ZPU-4,,,.
Le KPV a été exporté dans une cinquantaine de pays, il a par conséquent utilisé dans un certain nombre de conflits sur presque tous les continents.
Cette arme sera utilisée de manière intensive par les forces communistes pendant la guerre du Viêtnam car très efficace contre les aéronefs notamment les hélicoptères et également contre les blindés légers comme les M113 qui ont été très utilisés pendant cette guerre.
On retrouve généralement cette arme installée sur des technicals, c'est-à-dire un pick-up armé. De tels engins ont été observés pendant la guerre du Mali aux mains des islamistes, mais également lors du conflit syrien ou des pick-up armés de KPV ont été utilisés par l'Etat Islamiste ainsi que les forces kurdes,,.
Lors de la guerre en Ukraine cette arme est utilisée des deux côtés, des MT-LB ont été modifiés pour accueillir un KPVT ou un ZPU.
La société tchèque Excalibur Army a développé le système de défense aérienne automoteur MR-2 Viktor composé d'un ZPU-2 équipé de viseurs jour/nuit monté sur un châssis de camionnette amélioré avec une suspension renforcée et une carrosserie modifiée. Le Viktor a été fourni à l'Ukraine fin 2022 lors de l'invasion russe de l'Ukraine pour combattre des cibles aériennes à basse altitude, en particulier des véhicules aériens sans pilote.

## Variantes
- KPV : version standard
- KPVT : version prévue pour les blindés. Détente électrique
- ZPU-1 : KPV montée sur affut simple.
- ZPU-2 : KPV montée sur affut double.
- ZPU-4 : KPV montée sur affut quadruple.

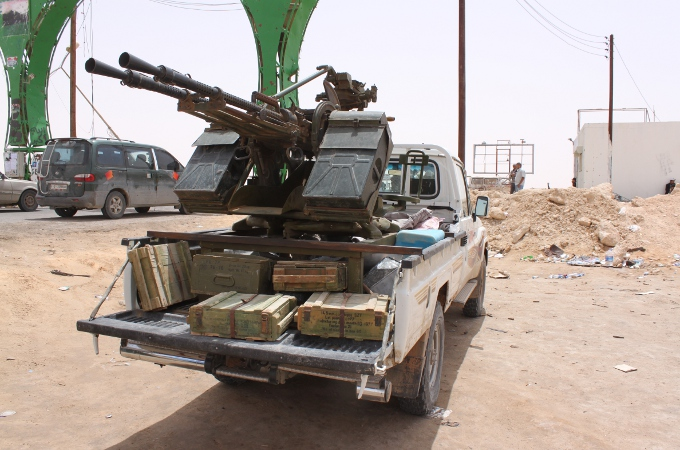
ZU-2 sur pick-up en Libye

- ZU-2 sur pick-up en LibyeZU-2 : version bitube prévue pour les troupes aéroportées (plus légere que la ZPU-2), développée à partir de ZPU-1.

## Caractéristiques
- Munition : 14,5 mm M41/44
- Masse sur affut à roues : 161,5 kg
- Longueur : 2 000 mm
- Canon : 1 350 mm
- Alimentation : bande de 40 cartouches
- Cadence de tir : 550 coups par minute

## Utilisation sur quelques engins militaires
- BTR-40
- BTR-60
- BTR-70
- BTR-80
- BTR-94
- BTR-152
- MT-LB

## Opérateurs
En tant qu'arme secondaire de nombreux blindés soviétiques ou chinois, cette mitrailleuse est (ou a été) en service dans les armées des pays suivants :
- Afghanistan
- Albanie
- Algérie
- Allemagne de l'Est (armes vendus à d'autres pays après la Réunification allemande)
- Angola
- Bulgarie
- Cambodge
- Chine
- Cuba
- Corée du Nord
- Égypte
- Érythrée
- Éthiopie
- Finlande (KPVT)
- Hongrie
- Inde
- Irak
- Iran
- Laos
- Libye
- Mali
- Mongolie
- Mozambique
- Nicaragua
- Pakistan
- Pologne
- Roumanie
- Russie
- République arabe sahraouie démocratique
- Sénégal (ZPU-2)
- Slovaquie
- Somalie
- Soudan
- Syrie
- République tchèque
- Tchécoslovaquie
- Yémen
- Vietnam

Plusieurs opérateurs n’apparaissent pas sur cette liste mais le KPV a été exporté dans plus de 50 pays.